# Collectionnisme

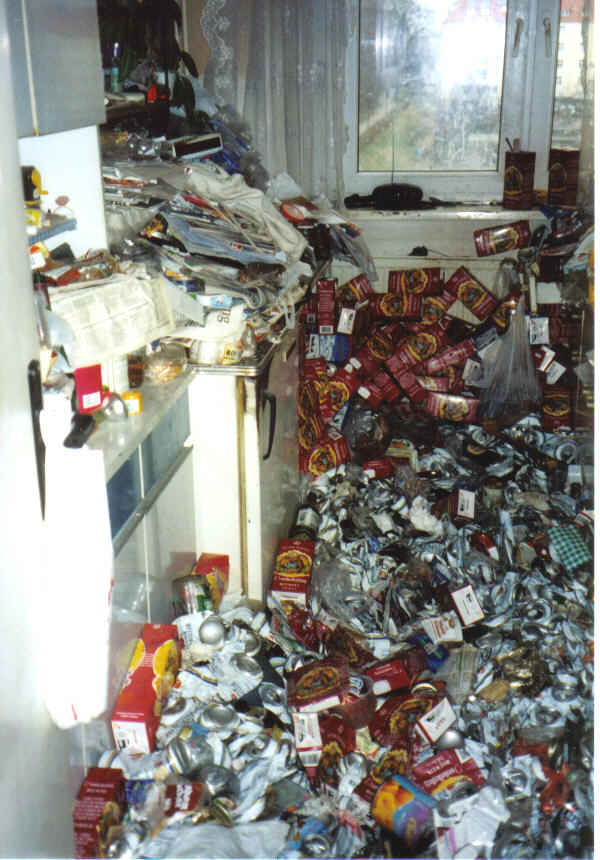
Accumulation d'objets dans l'appartement d'un syllogomane.

Le collectionnisme est une activité humaine de collecte d'objet dans un but d'accumulation. Elle peut être une activité à tendance pathologique (syllogomanie), sujet d'étude en psychiatrie, ou une « activité humaine normale », sujet d'étude en histoire de l'art.

## Historique du terme
Ce néologisme doit beaucoup à Henri Codet, qui en 1921 dans sa Thèse de doctorat en médecine intitulée « Essai sur le collectionnisme » développe l'idée que « l'accumulation d'objets de toute nature relève pour lui de dispositions psychologiques spécifiques ». Ce n'est que plus tard que « collectionnisme » devient d'une utilisation courante chez les historiens qui l'utilisent pour désigner la pratique de la collection.

## Collectionnisme en psychiatrie
Le collectionnisme est, selon les éditions Larousse, « le besoin pathologique de rassembler des objets hétéroclites inutiles et sans valeur marchande. »

## Collectionnisme dans l'art

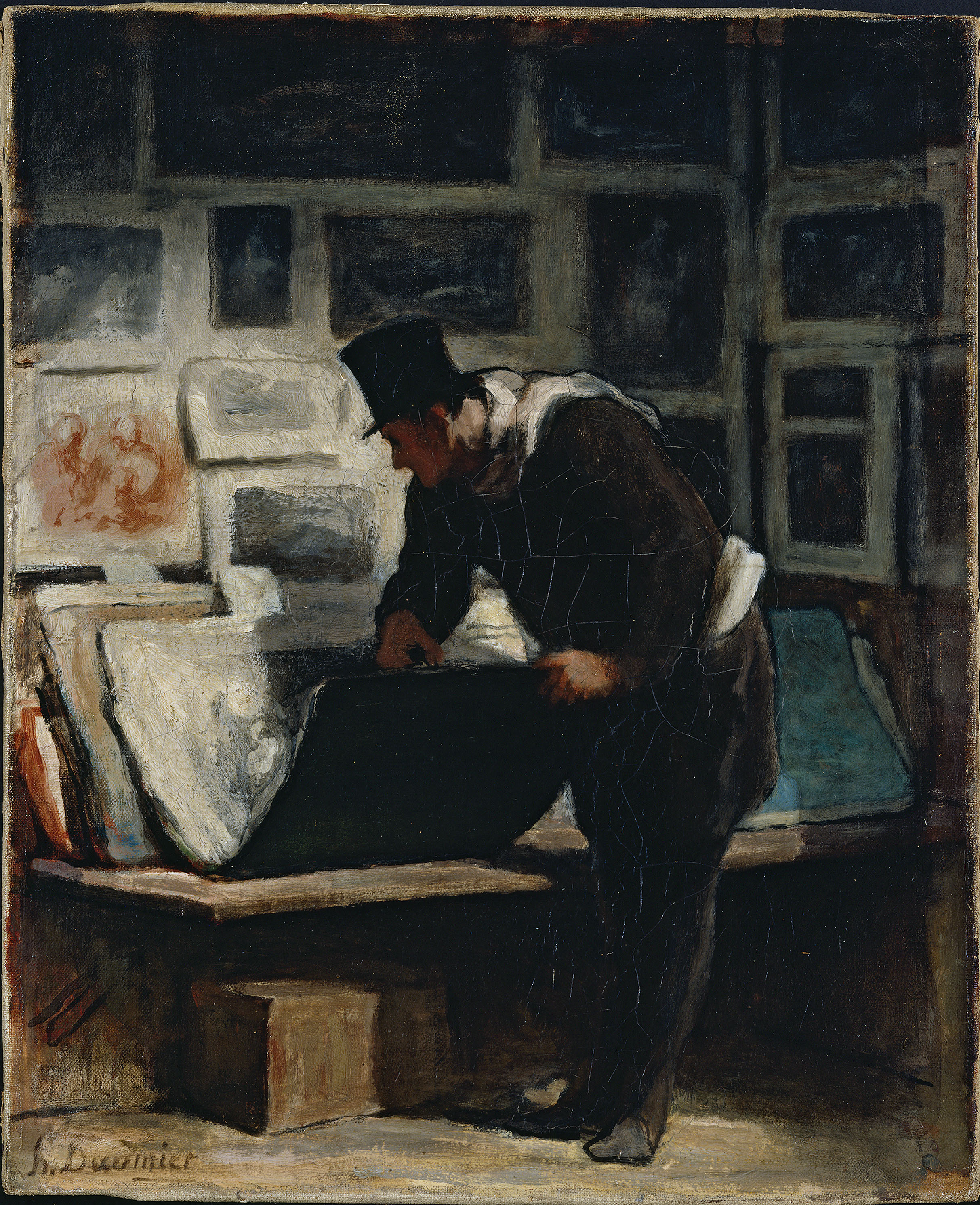
Le collectionnisme accompagne le développement des arts de la civilisation occidentale (peinture d’Honoré Daumier).

L’Encyclopædia Universalis précise que le collectionnisme est le fait de rassembler un groupe d'objets singuliers, attesté dès la préhistoire, principalement sous la forme d'hommage ou de butin, comme un signe de possession, dans les tombes des pharaons et les palais royaux de Babylone.
À partir de la période hellénistique, les œuvres d'art font désormais partie des collections qui fleurissent pendant la civilisation romaine.
Dans la pratique contemporaine, le collectionnisme peut également correspondre à un besoin de reconnaissance sociale, ou bien déboucher sous la forme d'un mécénat ou encore correspondre à un calcul pour des placements financiers pouvant être rentables et peu imposables (œuvres d'art).